# Mårups kyrka
Mårups kyrka var en kyrkobyggnad i Mårups socken i Hjørrings kommun. Kyrkan låg på Lønstrup Klint mellan Lønstrup och Løkken. Den uppfördes på 1200-talet.
Då Lønstrups kyrka byggdes 1928, upphörde Mårups kyrka som sockenkyrka. Den underhölls därefter som byggnadsminne av Naturstyrelsen. Havet åt sig dock in i klinten och kom på så sätt gradvis närmare kyrkan, vilket ledde till en rädsla för att kyrkan skulle störta ned i havet från den 70 meter höga klinten. 
Från 2008 togs kyrkan ned. Kyrkan var i bruk för en gudstjänst för sista gången den 24 mars 2008. Under hösten samma år togs i en första etapp blytaket och väggarnas övre del bort. 
Det skeppssankare, som stod framför kyrkan, härstammar från den engelska fregatten "The Crescent", som på väg till Göteborg med förnödenheter till den engelska flottan förliste utanför Mårup den 6 december 1808. Vid förlisningen dog 226 besättningsmän, och de blev alla begravda i en gemensam grav på kyrkogården. Sju officerare och 55 matroser överlevde.
Mårups kyrka togs i bruk 1987 som inspelningslokal vid filmningen av Gabriel Axels film Babettes gästabud, baserad på Karen Blixens berättelse med samma namn.

## Bildgalleri

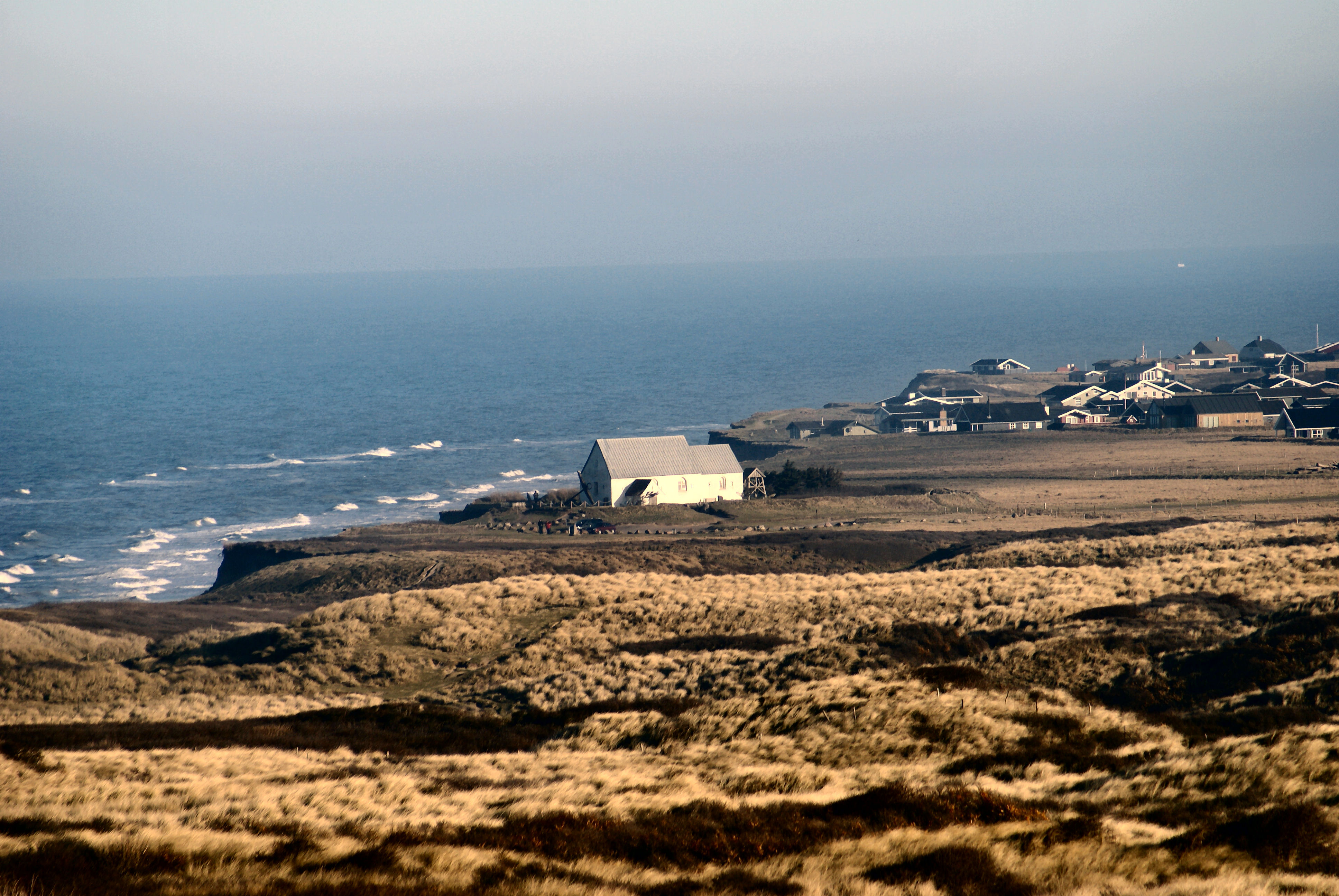
Mårups kyrka, 2008
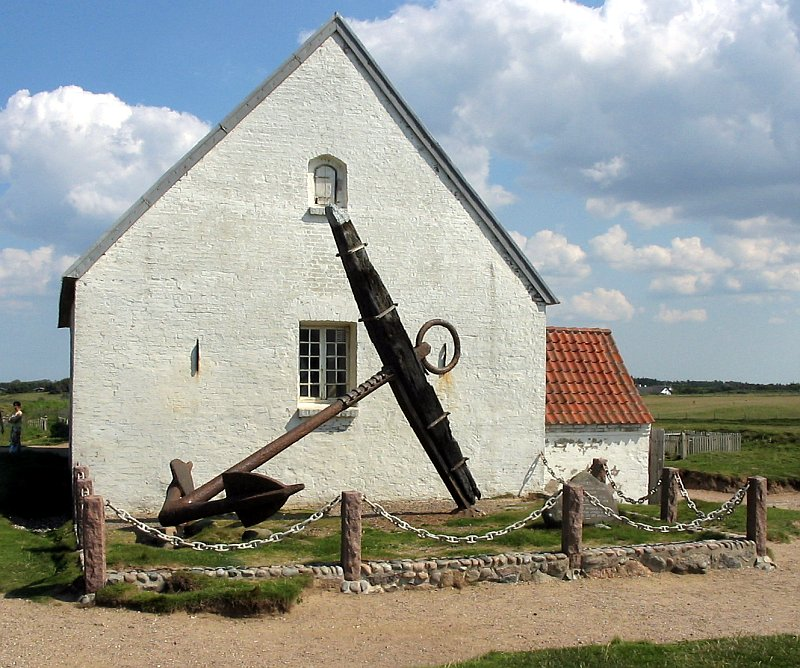
Mårups kyrka med ankaret från den förlista engelska fregatten "The Crescent"
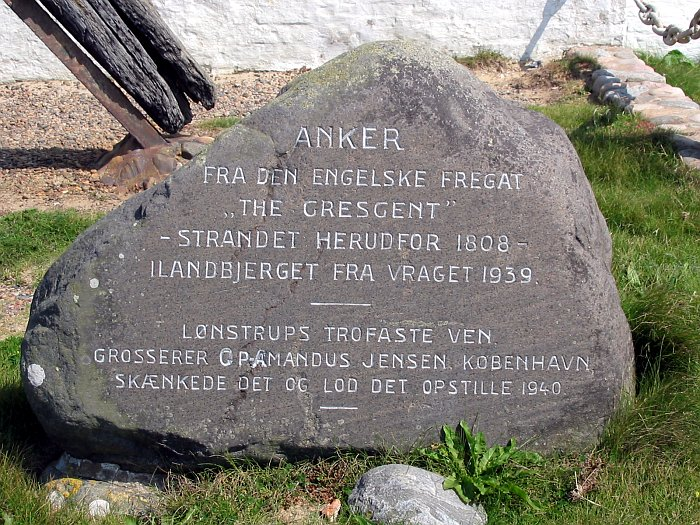
Gravstenen under ankaret
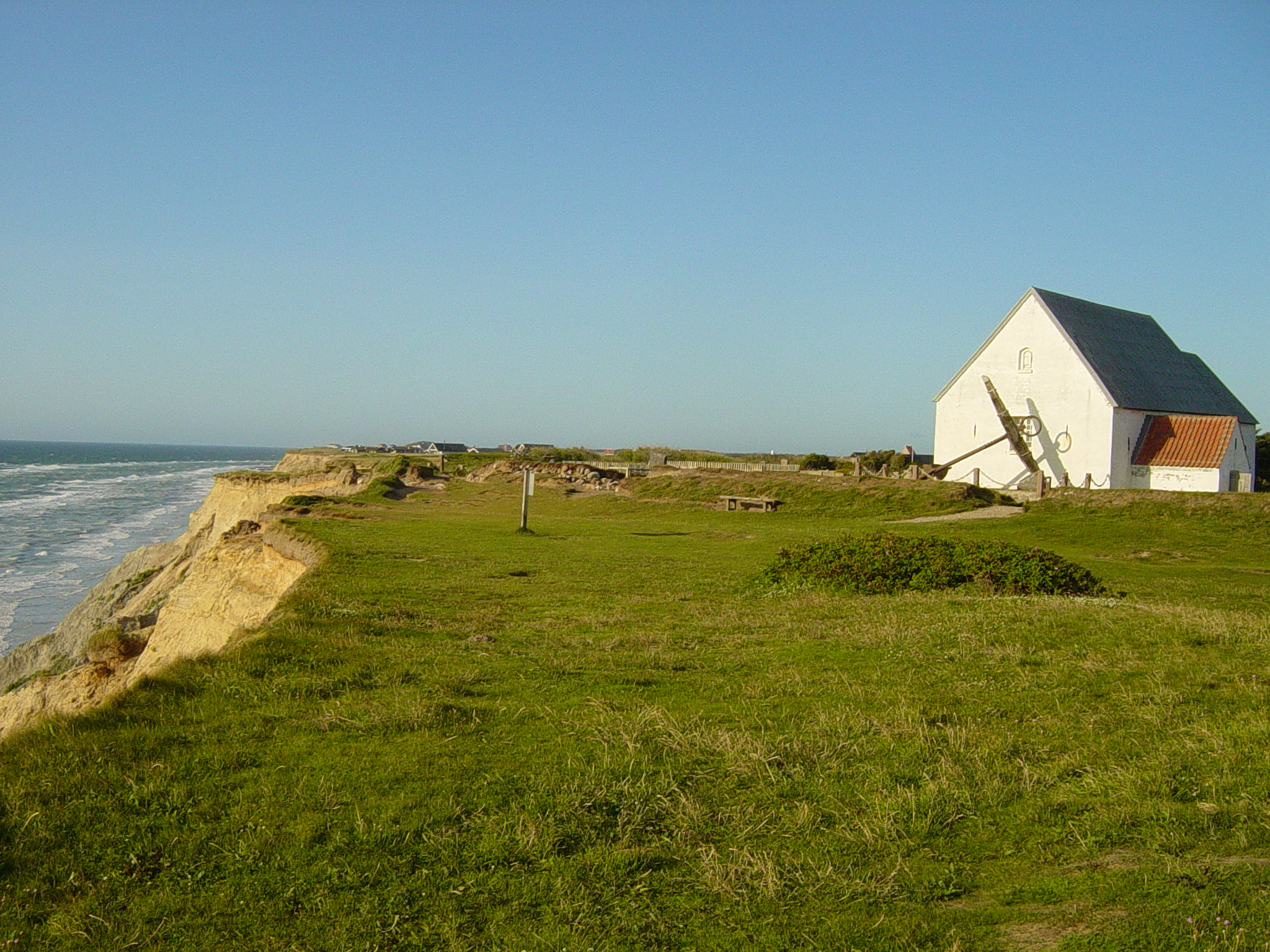
Mårups kyrka tätt intill klintkanten
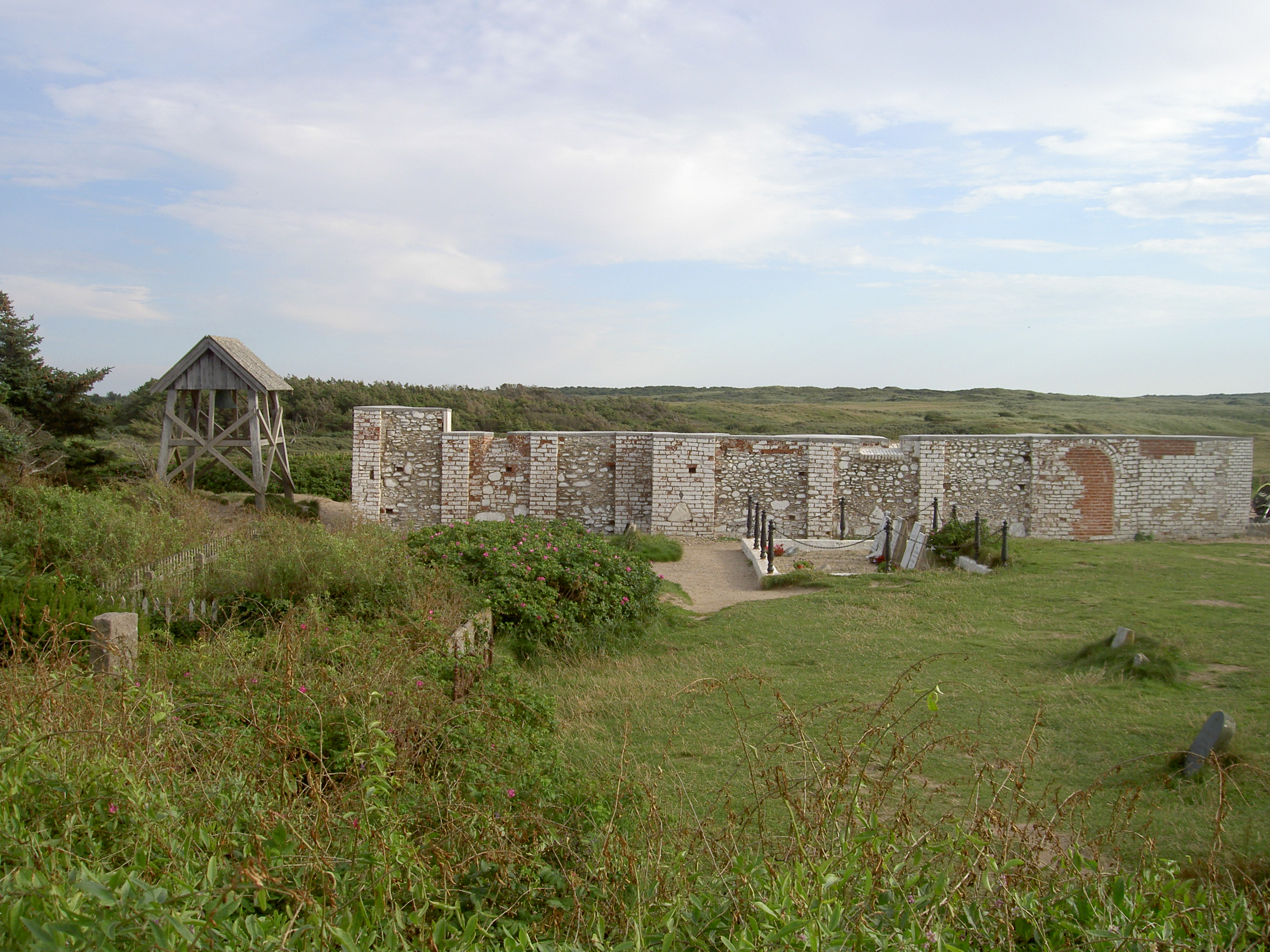
Mårups kyrka sedd norrifrån, 2009